# Sluismolen (Streefkerk)
De Sluismolen was een wipmolen aan de Beneden Tiendweg in Streefkerk in de Nederlandse gemeente Molenlanden. De molen bemaalde tot de komst van een elektrisch gemaal in 1952 samen met vier andere molens de polder Streefkerk met Kortenbroek. In 1970 werd de Sluismolen onttakeld.
In de nacht van 27 op 28 juni 1979 brandde de Sluismolen geheel af. De fundering van de molen is bewaard gebleven en is een rijksmonument. In 2008 werd de fundering door de SIMAV hersteld, met het oog op een plan tot gedeeltelijk herstel van de oorspronkelijke situatie met betrekking tot de polderbemaling in dit gebied zoals deze tot de komst van het elektrisch gemaal in 1952 was. Om dit te bereiken zal ook de Hoge Tiendwegse Molen worden herbouwd. De drie overige, nog bestaande molens van het complex zijn de Achtkante Molen, de Kleine (Tiendweg) Molen en de Oude Weteringmolen.

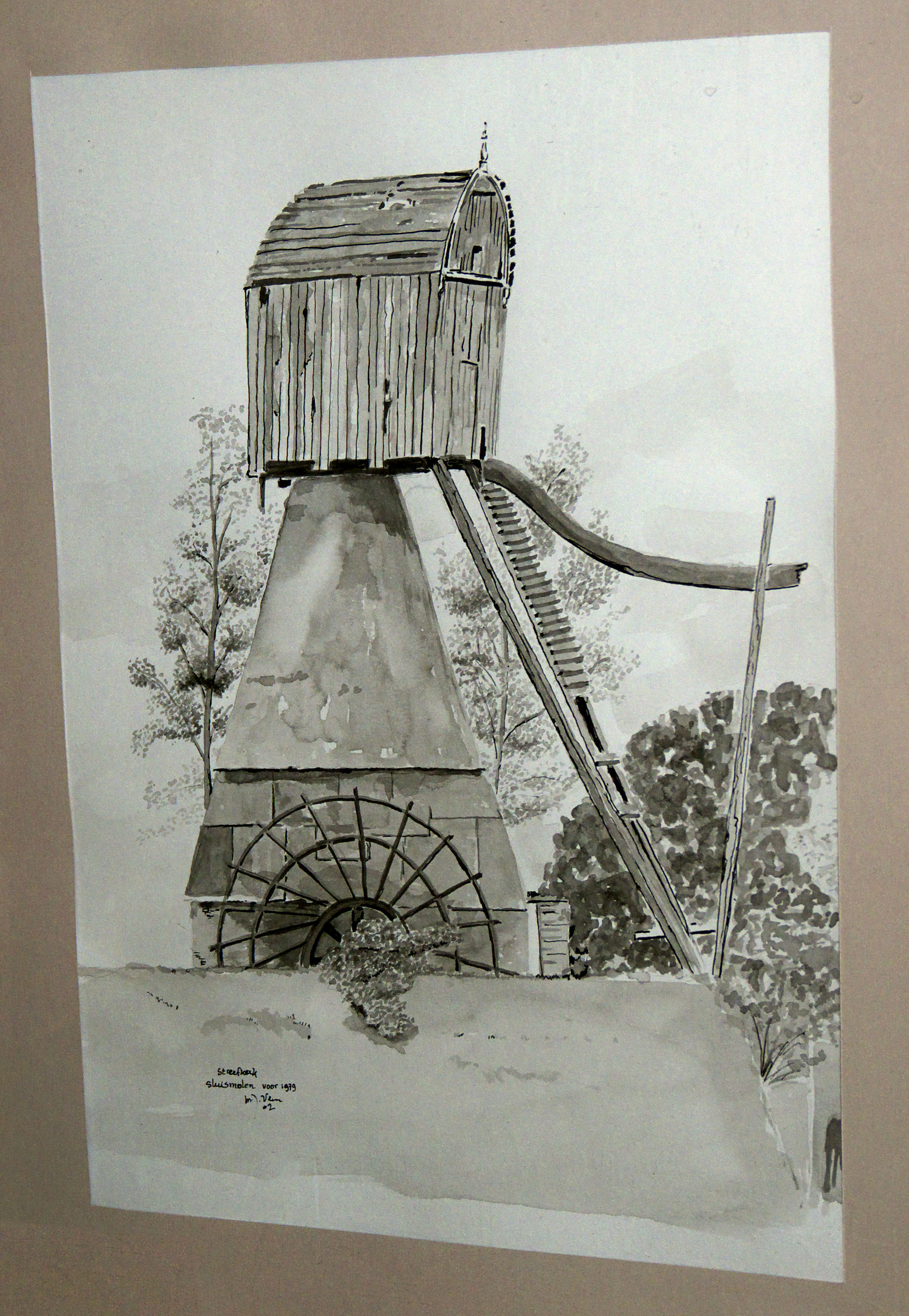
Sluismolen voor 1979